# بيت العابلي (بعدان)

تعديل مصدري - تعديل

بيت العابلي هي إحدى قرى عزلة بني منصور بمديرية بعدان التعة لمحافظة إب، بلغ تعداد سكانها 950 نسمة حسب تعداد اليمن لعام 2004.